# Норстад, Лорис
Лорис Норстад (англ. Lauris Norstad, 24 марта 1907, Миннеаполис, США — 12 сентября 1988, Тусон, США) — американский военный, генерал военно-воздушных сил США, Главнокомандующий объединённых вооружённых сил НАТО в Европе (1956–1963). Участник Второй мировой войны.

## Биография

### Ранние годы и начало военной карьеры
Лорис Норстад родился в Миннеаполисе (штат Миннесота) в 1907 году. 12 июня 1930 году окончил Военную академию США и получил звание второго лейтенанта кавалерии. В сентябре того же года Норстад поступил в начальную летную школу в Марч-Филд (Калифорния) и меньше чем за год был переведен в авиацию после окончания углублённого изучения авиадела. Получив в 1932 году назначение на базу Скофилд Берекс, Гавайи, Лорис Норстад был закреплен за 18-й истребительной группой, командование которой принял в июле 1933 года. В марте 1936 был назначен адъютантом 9-й бомбардировочной группы. В сентябре 1939 вступил в Тактическую школу Воздушного корпуса в Максвелл-Филд (Алабама), закончив которую через три месяца вернулся в Митчел-Филд как офицер Школы Навигации 9-й бомбардировочной группы.
Переведясь в Лэнгли-Филд в июле 1940 года, генерал Норстад был адъютантом 25-й бомбардировочной группы, а начиная с ноября того же года занимал должность заместителя начальника штаба по разведке Генерального штаба ВВС США. В феврале 1942 года его назначили членом Консультативного совета при Главнокомандующем военно-воздушными силами армии США в Вашингтоне, округ Колумбия.

### Вторая мировая война
В августе 1942 года Норстад был назначен заместителем начальника штаба по военным операциям (A-3) 12-й воздушной армии и откомандирован в Англию для поддержки операции «Хаски». В октябре того же года армию перевели в Алжир.
В феврале 1943 года Норстад получил звание бригадного генерала и дополнительные обязанности помощника Начальника штаба по военным операциям Военно-воздушных сил Северо-Западной Африки. В декабре того же года был назначен руководителем военных операций Средиземноморских союзных ВВС в Алжири, вместе с которыми он перебазировался к итальянской Казерти двумя месяцами спустя.
В 1956–1963 был Главнокомандующим объединённых вооружённых сил НАТО в Европе.

## Награды
- Медаль «За выдающиеся заслуги» ВВС США "(награжден дважды)"
- Серебряная Звезда (США)
- Легион Заслуг (США) "(награжден дважды)"
- Медаль Военно-воздушных сил (США)
- Большой крест ордена «За заслуги перед Федеративной Республикой Германия»
- Большой Крест ордена Почетного легиона
- Большой крест ордена Святого Олафа